# Valvaster striatus
Valvaster striatus är en sjöstjärneart som först beskrevs av Jean-Baptiste Lamarck 1816.  Valvaster striatus ingår i släktet Valvaster och familjen Asteropseidae. Inga underarter finns listade i Catalogue of Life.